# Asplundia rigida
Asplundia rigida là một loài thực vật có hoa trong họ Cyclanthaceae. Loài này được (Aubl.) Harling miêu tả khoa học đầu tiên năm 1954.